# 拉格 (梅克伦堡-前波美拉尼亚州)
拉格（德語：Laage，發音：[ˈlaːɡə] ⓘ）是德国梅克伦堡-前波美拉尼亚州罗斯托克县的城市，面积114.9平方千米，2023年12月31日人口为6,555人。2019年5月26日，市镇迪克霍夫并入拉格。